# Brus Laguna (ort)
Brus Laguna är en ort i Honduras.   Den ligger i departementet Departamento de Gracias a Dios, i den östra delen av landet, 300 km nordost om huvudstaden Tegucigalpa. Brus Laguna ligger 3 meter över havet och antalet invånare är 4 067.
Terrängen runt Brus Laguna är mycket platt. Runt Brus Laguna är det mycket glesbefolkat, med 4 invånare per kvadratkilometer. Det finns inga andra samhällen i närheten. 